# NRP Álvares Cabral (F331)
NRP "Álvares Cabral" (F331) é uma fragata da classe "Vasco da Gama", ao serviço da Marinha Portuguesa desde 1991.

## Equipamento
- 2 Motores Diesel MTU
- 2 Turbinas a Gás GELM
- Antena InmarsatB - Comunicações Satélite
- Radar de médio alcance - DA08
- Radar de curto alcance - MW08
- Radar de controlo de tiro - STIR
- Radar de vigilância longo alcance - DA08
- Sistema de guerra electrónica - APECS II
- Sistema de defesa anti-míssil (CIWS Vulcan-Phalanx)
- Sistema de contramedidas anti-míssil - SRBOC
- Sonar de médio alcance - AN/SQS 510

### Armamento
- Peça de artilharia de 100mm
- Peça de artilharia de 20mm
- 2x4 mísseis NATO Sea Sparrow (curto alcance de defesa anti-aérea)
- 2x4 mísseis Harpoon (longo alcance)
- 2x3 reparos de tubos lança torpedos MK46

### Meios
- Helicóptero Lynx Mk95